# Secuencia (lenguaje)
Una secuencia, en lingüística, es el conjunto de elementos de cualquier rango ordenados en sucesión.
Aplicado este término al cine o al teatro, podemos decir que es el conjunto de elementos ordenados que se integran dentro de una línea argumental, estos elementos pueden ser planos o escenas. La secuencia supondría la narración completa de una de las unidades narrativas de la obra, teatral o cinematográfica. Por esto se ha comparado la secuencia con el capítulo en las novelas.
En lenguaje audiovisual se llama secuencia a un plano o una sucesión de planos que conforman una unidad narrativa diferenciada por razones espaciales o temporales.
Dentro de la secuencia debe haber una unidad, tanto temporal, como espacial, es decir, debe transcurrir linealmente en el tiempo y en un espacio único o relacionado (el espacio puede variar si la cámara sigue al personaje a través de diversas estancias o lugares, pero esto es menos común).